# Liste der uruguayischen Botschafter in Kolumbien
Die Liste der Botschafter Uruguays in Kolumbien stellt einen Überblick über die Leiter der uruguayischen diplomatischen Vertretung in Kolumbien seit dem 23. September 1912 bis heute dar.
| Name                     | Besonderheiten | Ernennung          | Amtsende          |
| ------------------------ | -------------- | ------------------ | ----------------- |
| Carlos Blixen            |                | 23. September 1912 |                   |
| Rafael Fosalba           |                | 2. Juli 1918       |                   |
| Luis Benvenuto           |                | 19. August 1921    |                   |
| Carlos de Santiago       |                | 13. Juli 1928      |                   |
| Arturo Masanés           |                | 23. März 1938      |                   |
| Alfredo De Castro        |                | 27. November 1940  |                   |
| Pedro Erasmo Callorda    |                | 5. September 1945  |                   |
| Ramón Píriz Cohelo       |                | 13. Mai 1948       |                   |
| Juan Carlos Bernárdez    |                | 22. Mai 1950       |                   |
| José Pedro Heguy Velazco |                | 3. März 1952       |                   |
| Alvaro Vázquez           |                | 6. Dezember 1956   |                   |
| Alvaro Vázquez           |                | 12. Dezember 1958  |                   |
| Pedro Di Lorenzo         |                | 27. Dezember 1960  | 16. August 1962   |
| Enrique Olegario Magnani |                | 19. August 1964    | 11. November 1969 |
| Pura Sasco de Sundblad   |                | 11. November 1969  |                   |
| Alfredo Lepro            |                | 17. Februar 1970   | 9. März 1971      |
| Elbio Quintana Solari    |                | 10. August 1971    | 11. Februar 1972  |
| Jorge Justo Boero Brian  |                | 1. Juni 1972       |                   |
| Fernando Gómez Fyns      |                | 30. Mai 1978       |                   |
| Manuel Carro             |                | 18. August 1981    | 12. März 1985     |
| Ariosto Fernández        |                | 27. August 1985    | 15. Oktober 1988  |
| Marta De Maio            |                | 21. Oktober 1986   |                   |
| Carlos M. Romero         |                | 18. Januar 1989    | 17. April 1990    |
| Luis A. Carresse         |                | 25. September 1990 | 28. Dezember 1995 |
| Domingo Schipani         |                | 24. Oktober 1995   | 25. April 2001    |
| Eduardo Añón             |                | 23. Oktober 2001   |                   |
| Silvia Izquierdo         |                | 21. Februar 2007   | 2. März 2009      |
| Hugo Cayrús              |                | 6. Juli 2009       | 3. Juli 2012      |
| Duncan Croci             |                | 31. Mai 2012       |                   |

Quelle: 